# Castello d'Altafronte
Il castello d'Altafronte è un complesso edilizio fortificato di Firenze, situato in prossimità dell'Arno, risalente alla fine dell'9 secolo, che oggi ospita il Museo Galileo.

## Storia e descrizione
Il castello è documentato dal 1180 come un complesso di edifici articolato, anche se l'origine del primo nucleo potrebbe risalire al IX o al X secolo, visto che sono state ritrovate tracce di un muraglione, risalente forse all'epoca di Matilde di Canossa, che collegava il sito del castello con la prima cinta muraria. Tale muro andava a sostituire un precedente argine in terra, testimoniato sin dal VI secolo, e affiancava fino allo sbocco in Arno un fossato chiamato Scheraggio, lungo l'attuale via Castellani. In tale posizione il castello aveva un'importante funzione difensiva per la città, assumendo la funzione di chiudere le fortificazioni verso il fiume e proteggere il porto fluviale di Firenze e le costruzioni sorte tra il fiume e le mura.
Il nome deriva dalla famiglia Altafronte che lo possedette fino al 1180, quando venne ceduto alla potente famiglia ghibellina degli Uberti. Nel 1297 venne affiancato dal ponte costruito, probabilmente su progetto di Arnolfo di Cambio in un punto di antico attraversamento fin dall'alto medioevo. A causa dell'alluvione del 1333 il ponte fu distrutto, il castello molto danneggiato e, a seguito di questo evento, fu ricostruito in forme diverse impiegandolo come abitazione privata. Successivamente fu acquistato dalla famiglia Castellani, la quale, sul sito ormai profondamente alterato, edificò l'attuale palazzo Castellani.
L'edificio è ricordato anche per aver ospitato nel 1439 Demetrio Paleologo, fratello di Giovanni e Costantino che furono imperatori bizantini, giunto in città per il concilio che si tenne a Firenze proprio in quell'anno.
Nel 1572-74 Bernardino Poccetti eseguì sulla facciata vari graffiti, documentati da Filippo Baldinucci e oggi completamente perduti. Ricordandoli, Fantozzi (1842) precisa che furono distrutti dal tempo “ad eccezione dell'arme medicea che si vede sopra a quella finestra del primo piano che rimane a piombo della porta d'ingresso”. Nel 1574 presero si trasferirono nel palazzo i cinque Giudici di Ruota (istituiti nel 1502 per le cause civili e così detti perché si alternavano “a rotazione” scambiandosi le mansioni) lasciando il precedente ufficio nel palazzo del Bargello. Questo comportò la nuova denominazione dell'edificio come “dei Giudici”, mantenutasi anche dopo la nuova soppressione della magistratura nel 1841.
Nel 1839 l'architetto Francesco Leoni “restaurò con molta solidità tutto il fabbricato, e nel sito del suo antico inutile cortile, costruì una comoda e bella scala della quale molto abbisognava, per essere l'antica oltre ogni credere incomoda e mal situata” (Fantozzi 1842). Tali lavori furono promossi per rendere l'edificio idoneo ad ospitare il Commissariato di Guerra, il Comando generale e l'Amministrazione militare, più volte ricordati come di stanza in questi ambienti nella letteratura successiva.
Negli anni di Firenze capitale (1865-1870) qui fu ospitata, dopo l'adeguamento degli impianti e alcune finiture (ingegnere Luigi Boccini), la Direzione Demaniale e dei Regi Possessi, la sezione amministrativa per le fabbriche e il deposito degli arazzi e di altri manufatti e opere provenienti dal Palazzo della Signoria. Nel 1883, con l'intento di recuperare una ipotetica situazione originaria, vennero eliminati intonaci e graffiti dai piani superiori, mettendo a nudo l'apparecchio murario. Nel 1885, collegato con l'attuale biblioteca Magliabechiana, divenne sede della Biblioteca Nazionale (qui erano i manoscritti e l'alloggio del bibliotecario), previo nuovi interventi di adattamento diretti dall'architetto Dini.
Negli anni successivi, ormai edificio demaniale, ospitò la Deputazione di Storia Patria e l'Accademia della Crusca, fino ad essere individuato (costruita la nuova sede della Biblioteca) per ospitare l'Istituto e il Museo di Storia della Scienza dell'Università degli Studi di Firenze, fondati da Andrea Corsini e dal principe Piero Ginori Conti nel 1927 e qui inaugurati nel maggio del 1930.

Palazzo Castellani

Nell'elenco redatto nel 1901 ad opera della Direzione Generale delle Antichità e Belle Arti, il palazzo appare come edificio monumentale da considerare patrimonio artistico nazionale.
Dopo aver fatto fronte ai danni provocati dalla seconda guerra mondiale e dall'alluvione del 4 novembre 1966, all'interno dell'edificio sono stati fatti vari e importanti interventi di restauro e di risistemazione interna. Tra il 2002 e 2003, grazie ad un restauro effettuato al piano seminterrato, sono stati riportati alla luce quattro poderosi archi di fondazione in pietra dell'antico castello d'Altafronte.
Nel 2008 il museo è stato chiuso per permettere ulteriori interventi di sistemazione e adeguamento degli spazi interni (progetto Guicciardini & Magni Architetti studio associato, opere strutturali ingegnere Leonardo Paolini), riaprendo nel 2010 con la nuova denominazione di Museo Galileo.